# Sangue sulla sabbia (film)
Sangue sulla sabbia (Тринадцать) è un film del 1936 diretto da Michail Il'ič Romm.